# Leptoceratops
Leptoceratops (Leptoceratops) – wymarły rodzaj dinozaurów, ceratopsów z rodziny leptoceratopsów.

## Historia
Pierwsze skamieniałości ceratopsów znaleziono pod koniec XIX wieku. Skamieniałości nieznanego wcześniej dinozaura rogatego znalazła American Museum Expedition w 1910 na terenie Alberty. Znaleziska dokonano nad brzegami rzeki Red Deer, wedle Browna 3 mile ponad Tolman Ferry, około czterysta stóp powyżej Pierre, w obrębie Edmonton. Pośród kredowych skał odnaleziono fragmenty czaszki (ograniczenia oczodołu, tylną kość grzebienia, kości nosowe, szczękowe, zębową, przedzębową i os spleniale), połączone stawowo kręgi ogonowe, a także kompletny szkielet kończyny przedniej i fragmentaryczny tylnej. Znalezisko opisał w 1914 Barnum Brown.

## Budowa
Brown zauważył liczne odmienności pomiędzy opisywanymi skamieniałościami a znanymi dotychczas ceratopsami, jak triceratops. Były one przede wszystkim znacznie mniejsze, mierząc poniżej czterech stóp wzrostu. Rozmiarami przywodziły na myśl raczej Brachyceratops. Badacz opisał ciało jako krótkie z względnie długim ogonem, dłuższym niż u wcześniej poznanych Ceratopsia.
Czaszkę Brown scharakteryzował jako krótką (19,6 cm) i głęboką. Nie miała ona rogów, w przeciwieństwie do bardziej zaawansowanych ewolucyjnie dinozaurów rogatych, takich jak triceratops. Zdobił ją za to wysoki, cienki grzebień strzałkowy czy też kryza, z gładkim tylnym brzegiem.
Brown zwrócił uwagę na asymetrię kości nosowych, które nie przypominały żadnych znanych mu wcześniej. Cechowały się nierówną powierzchnią. U holotypu zrastały się ze sobą szwem o długości 16,8 cm. Naprzeciwko kości nosowej przebiegał wyrostek kości przedszczękowej, długi, głęboki, cienki. Sama kość nie zachowała się w holotypowym okazie.
Zęby o jednym korzeniu (w przeciwieństwie do podwójnych korzeni zębów pewnych innych ceratopsów) były mniejsze, niż u triceratopsa.
Kość zębową opisał Brown jako głęboką, krótką, masywną. Miała 23,5 cm długości. Zwrócił uwagę na długi wyrostek dziobiasty. Mieściło się w niej mniej niż 15 rzędów zębów. Spojenie było bardziej ograniczone niż u triceratopsa, tak że obie strony żuchwy do kupy zbierała raczej kość przedzębowa. W odróżnieniu od zębowej kość przedzębowa była długa a wąska, dłuższa i cięższa niż u wcześniej opisanych Ceratopsia. Tylny wyrostek zachodził na kość zębową.
Zęby kości zębowej, jak ich górne odpowiedniki, trzymały się w zębodołach pojedynczym korzeniem. Na ich szkliwie Brown dostrzegł grzbiety, w tym jeden większy, o przebiegu pośrodkowym. Odpowiadały one ząbkowaniu na niestartych jeszcze zębach.
Os spleniale leżące na wewnętrznej powierzchni kości zębowej było duże.
Kręgi przedkrzyżowe są krótkie, po bokach znacznie wgłębione. Mają na sobie prawie okrągłe powierzchnie stawowe. Powierzchnie stawowe dla żeber są duże. Odróżniają się od nich długie kręgi krzyżowe, o zaokrąglonych dolnych powierzchniach.
Brown opisał ogon jako długi i głęboki. Tworzące go kręgi miały wysokie i smukłe wyrostki kolczyste oraz długie szewrony, ich powierzchnie stawowe były zaokrąglone. Wyrostków poprzecznych doliczył się Brown na siedmiu.
Przednią kończynę leptoceratopsa porównuje Brown do triceratopsiej, po czym stwierdza, że jednak bardziej przypomina mu ona obecną u Monoclonius. Łopatka i kość krucza bardziej się niż u wspomnianych dwóch rodzajów zakrzywiają. Kość ramienna długości 29,0 cm jest bardziej wysmukła. Kości promieniową (16,7 cm) i łokciową (22,4 cm) kreator rodzaju opisuje jako duże. Tę pierwszą przyrównuje do zaokrąglonego pręta. Zwraca uwagę na krótszy niż u triceratopsa wyrostek łokciowy.
Kończynę górną budowały dalej dwa rzędy kości nadgarstka, dobrze skostniałych. Bliższy rząd tworzyły dwie kości, podczas gdy dalszy budowały trzy, nieregularnie zaokrąglone. Śródręcze bardziej było zbite, niż u Triceratops. Dystalne powierzchnie stawowe były gładkie, umożliwiały ruch palców.
Szkielet palców składa się z dwóch, trzech, czterech, trzech i jednego paliczka. Na I, II i III palcu ręki Brown dostrzegł kopytka, wąskie a zaostrzone.
Brown zwrócił uwagę na pokaźny krętarz czwarty, ulokowany powyżej połowy trzonu prostej kości udowej. Kość ta miała szerokość 10 cm i miała okrągły przekrój. Z budowy tej kości Brown wnioskuje, że za życia zwierzę trzymało tylną kończynę zwykle wyprostowaną. Na jej dalszym brzegu dostrzega wcięcie dzielące kłykcie.
Kości piszczelowa i strzałkowa przypominały triceratopsie, aczkolwiek kość strzałkowa była proporcjonalnie mniejszych rozmiarów i bliższa piszczeli. Dalej znajdowała się duża kość skokowa i niewielka kość piętowa. Końcowe paliczki są długie i wąskie. Brown nie ustalił, ile palców wieńczyło stopę leptoceratopsa.

## Systematyka
Z uwagi na odmienności w budowie Barnum Brown kreował nowy rodzaj, któremu nadał nazwę Leptoceratops. Zaliczył do tego rodzaju gatunek Leptoceratops gracilis. W swej pracy nie podał etymologii stworzonej przez siebie nazwy.
Biorąc pod uwagę prymitywne cechy zwierzęcia, Brown nie zaliczył go do rodziny Ceratopsidae, grupującej bardziej zaawansowane ewolucyjnie dinozaury rogate. Przewidywał, że w przyszłości, kiedy szkielet opisywanego przez siebie rodzaju zostanie lepiej poznany, zostanie on zaliczony do jednej rodziny z Brachyceratops. Istotnie w 1923 Nopcsa utworzył rodzinę Leptoceratopsidae, choć jej nie zdefiniował.